# Trezzone
Trezzone – miejscowość i gmina we Włoszech, w regionie Lombardia, w prowincji Como.
Według danych na rok 2004 gminę zamieszkiwały 202 osoby, 50,5 os./km².